# Manfred Grimm (Fußballspieler, 1939)
Manfred Grimm (* 10. Februar 1939) ist ein ehemaliger deutscher Fußballtorwart. 1966/67 bestritt er für Wismut Gera zehn Spiele in der DDR-Oberliga, der höchsten Spielklasse im DDR-Fußball. Grimm ist DDR-Nachwuchsnationalspieler.

## Sportliche Laufbahn
Torwart Manfred Grimm kam 1957 als 18-Jähriger zum ersten Mal in einem DDR-Liga-Punktspiel bei der Betriebssportgemeinschaft (BSG) Wismut Gera zum Einsatz. Mit nur neun Ligaspielen in der 26 Spiele währenden Saison war er ebenso nur Ersatztorhüter wie in den Spielzeiten 1958 (11 Einsätze) und 1959 (10). 1960 löste Grimm den bisherigen Stammtorwart Siegfried Offrem ab und wurde seinerseits zur Nummer eins im Tor der BSG Wismut auf. Neben seinen 22 DDR-Liga-Einsätzen (von 26) bestritt Grimm auch ein Länderspiel mit der DDR-Nachwuchsnationalmannschaft. In den Spielzeiten von 1960 (Kalenderjahr-Saison) bis 1964/65 (Sommer-Frühjahr-Saison seit 1961) absolvierte er 136 von 151 ausgetragenen DDR-Liga-Spielen. Als Wismut Gera in der Saison 1965/66 der Aufstieg in die DDR-Oberliga gelang, musste Grimm pausieren. In seiner einzigen Oberligaspielzeit 1966/67 kam er nur zwischen dem 8. und 17. Spieltag zehnmal zum Einsatz, als der neue Stammtorwart Dieter Kühne nicht spielen konnte. Der Wismut-Mannschaft gelang es nicht, sich in der Oberliga zuhalten, sodass die Geraer ab 1967/68 wieder in der DDR-Liga antreten mussten. Grimme stand noch 17 Mal in Punktspielen im Tor, danach wechselte zum drittklassigen Bezirksligisten Motor Hermsdorf. Mit ihm wurde er 1969 Geraer Bezirksmeister und kehrte in die DDR-Liga zurück. Die Hermsdorfer konnten sich 1970/71 nur eine Saison lang halten, in der Grimm als Stammtorwart 28 der 30 Punktspiele bestritt. 1971 gelang ihnen die Rückkehr in die DDR-Liga und hielten für zwei Spielzeiten die Klasse. Grimm war erneut Torwart Nr. eins und stand bis zum erneuten Abstieg 1973 weitere 39 DDR-Liga-Spiele im Tor der BSG Motor. Nach diesem Abstieg war er 34 Jahre alt und kehrte nicht mehr in den höherklassigen Fußball zurück.